# Гойк — Герардсберген — Гойк
Гойк — Герардсберген — Гойк (нидерл. Gooik-Geraardsbergen-Gooik) — шоссейная однодневная велогонка, проходившая по территории Бельгии с 2011 по 2018 года.

## История
Гонка была создана в 2011 году и протяжении всей своей истории проходила в рамках Женского мирового шоссейного календаря UCI.
Маршрут гонки проходил в Фламандском регионе. Старт и финиш находились в коммуне Гойк провинции Фламандский Брабант. Оттуда дистанция направлялась в коммуну Герардсберген провинции Восточная Фландрия, а затем обратно в Гойк где в его окрестностях следовало примерно пять 10-километровых кругов. Дистанция включала несколько категорийных подъёмов среди которых были Muur van Geraardsbergen (1200 м с градиентом 7,1%) и Bosberg (980 м с градиентом 5,8 %) с брусчатым покрытием. Протяжённость дистанции была от 130 до 140 км.

## Призёры
| Год  | Победитель     | Второй            | Третий                    |          |
| ---- | -------------- | ----------------- | ------------------------- | -------- |
| 2011 | Марианна Вос   | Марике ван Ванрой | Эми Питерс                |          |
| 2012 | Лисбет Де Вохт | Шэрон Лоус        | Элиза Лонго Боргини       |          |
| 2013 | Эмма Юханссон  | Майке Полспоел    | Ирис Слаппендел           |          |
| 2014 | Марианна Вос   | Эмма Юханссон     | Элиза Лонго Боргини       |          |
| 2015 | Грейси Элвин   | Эллен Ван Дейк    | Маюко Хагивара            |          |
| 2016 | Грейси Элвин   | Лотте Копеки      | Элиза Дельзенн            |          |
| 2017 | Марианна Вос   | Эллен Ван Дейк    | Мария Джулия Конфалоньери |          |
| 2018 | Сара Рой       | Грейси Элвин      | Элиза Бальзамо            |          |
| 2019 | отменено       | отменено          | отменено                  | отменено |